# Fiumicellu
Le Fiumicellu est un ruisseau du département Corse-du-Sud de la région Corse et un affluent du Taravo.

## Géographie
D'une longueur de 20,1 kilomètres, le Fiumicellu prend sa source sur la commune de Guitera-les-Bains à 1 350 mètres d'altitude, près du lieu-dit Funtana Secca. Dans sa partie haute, sur la commune de Frasseto, il s'appelle aussi, pour Géoportail le ruisseau de Chiova et le ruisseau de Bojarecciu.
Il coule globalement du nord vers le sud.
Il conflue au croisement des trois communes de Argiusta-Moriccio, Forciolo et Zigliara, à 214 mètres d'altitude, près des lieux-dits Vaccareccia, Muntetu et Sapari.

### Communes et cantons traversés
Dans le seul département de la Corse-du-Sud, le Fiumicellu traverse les huit communes suivantes, dans le sens amont vers aval, de Guitera-les-Bains (source), Frasseto, Campo, Santa-Maria-Siché, Azilone-Ampaza, Forciolo, Zigliara, Argiusta-Moriccio (confluence).
Soit en termes de cantons, le Fiumicellu prend source dans le canton de Zicavo, traverse le canton de Santa-Maria-Siché, conflue à la limite du canton de Petreto-Bicchisano, le tout dans les deux arrondissement d'Ajaccio et arrondissement de Sartène.

### Bassin versant
Le ruisseau u Fiumicellu traverse une seule zone hydrographique « le Taravo du ruisseau de Molina au ruisseau de Fiumicelli inclus » (Y861) de 259 km2 de superficie. Ce bassin versant est constitué à 93,93 % de « forêts et milieux semi-naturels », à 5,91 % de « territoires agricoles », à 93,93 % de « territoires artificialisés ». 

### Organisme gestionnaire
L'organisme gestionnaire est le Comité de bassin de Corse, depuis la loi corse du 22 janvier 2002.

## Affluents
Le Fiumicellu a sept affluents référencés :
- le ruisseau de Nialghi (rd[note 1]), sur la seule commune de Frasseto avec un affluent :
  - le ruisseau de Cuntegna (rd) sur la seule commune de Frasseto[3].
- le ruisseau de Faetu (rd), sur la seule commune de Frasseto avec un affluent :
  - le ruisseau de Bigunaccia (rg), sur la seule commune de Frasseto[3].
- le ruisseau de Molinari (rd), sur les deux communes de Frasseto et Quasquara avec un affluent :
  - le ruisseau de l'Agnole (rg) à cheval sur les deux communes de Frasseto et Quasquara
- le ruisseau de Ruselmu (rd), sur les deux communes de Campo et Quasquara avec un affluent :
  - le ruisseau de Lamosa (rg) sur les deux mêmes communes de Campo et Quasquara.
- le ruisseau de Pozzi (rg), sur la seule commune de Azilone-Ampaza et prenant sa source près du col de Granace (865 m).
- le ruisseau de Catagnone (rg) 1,1 km, sur la seule commune de Azilone-Ampaza.
- le ruisseau de la Caldarinca (rg), sur la seule commune de Forciolo.

### Rang de Strahler
Le rang de Strahler est donc de trois.